# Tianjin Port Company
Tianjin Port Holdings Co Ltd ist ein chinesisches Unternehmen mit Firmensitz in Tianjin, Volksrepublik China. Das Unternehmen war im Aktienindex SSE 50 gelistet.
Das Logistik- und Reedereiunternehmen befindet sich im Hafen von Tianjin. Im Hafen befindet sich die Freihandelszone TEDA. Der Hafen verfügt über den größten künstlichen See- und Flusshafen in China und liegt 170 km südöstlich von Peking.
Jiao Guangjun war der neue Vorsitzende im Februar 2020.